# Міна Фюрст Гольтманн
Теа Луїз Штьєрнесунн (17 липня 1995 , Норвегія ) — норвезька гірськолижниця, олімпійська медалістка. 

## Виступи на Олімпійських іграх
| Рік  | Місце проведення | СЛ   | ГС  | СГ | ШС | КМ | КЗ |
| ---- | ---------------- | ---- | --- | -- | -- | -- | -- |
| 2022 | Пекін, Китай     | DNF2 | DNF | —  | —  | —  | 3  |

## Виступи на чемпіонатах світу
| Рік  | Місце проведення          | СЛ   | ГС | СГ | ШС | КМ | КЗ |
| ---- | ------------------------- | ---- | -- | -- | -- | -- | -- |
| 2019 | Оре, Швеція               | DNF1 | —  | —  | —  | —  | —  |
| 2021 | Кортіна-д'Ампеццо, Італія | DNF2 | 22 | —  | —  | —  | —  |